# Virgin Islands Coral Reef National Monument
Virgin Islands Coral Reef National Monument ist ein Naturschutzgebiet vom Typ eines National Monuments auf den Amerikanischen Jungferninseln. Es schützt die Korallenriffe vor der Ostspitze der Insel St. John in unmittelbarer Nachbarschaft zum Virgin-Islands-Nationalpark. Zum National Monument gehört der Meeresboden vor dem Osten der Insel innerhalb der Drei-Meilen-Zone und ein schmaler Küstenstreifen  von Hurricane Hole um das East End bis zur Haulover Bay.
Das Schutzgebiet wurde von Präsident Bill Clinton in seinen letzten Amtstagen durch einseitigen Beschluss und ohne Konsultation des US-Kongresses eingerichtet, um die bei der Gründung des Nationalparks ausgelassenen Teile des Korallenrings um die Insel St. John dauerhaft unter Schutz zu stellen. Es wird vom National Park Service des Nationalparks mitverwaltet und hat keine eigenen Strukturen. 

## Ökosystem
Die Korallenriffe der Amerikanischen Jungferninseln waren im Jahr 2005 von einem massiven Ausbruch der Korallenbleiche betroffen. Die Korallenriffe im Nationalpark und dem National Monument nahmen um rund 60 % ab. Darauf folgende Untersuchungen der USGS fanden 2009 überraschend bisher unbekannte Korallenvorkommen im Hurricane Hole-Gebiet. Die Korallen besiedeln dort die Baumstämme der dauerhaft überfluteten Anteile der Mangroven an der Küste. Es handelt sich um den ersten Nachweis von Korallen in Mangrovenwäldern.
In den neu entdeckten Vorkommen wurden bisher rund 30 der insgesamt 45 Korallenarten der Jungferninseln nachgewiesen, was eine außergewöhnliche Artenvielfalt auf engem Raum darstellt. Die Bestände sind überwiegend klein und jung, einige sind jedoch so ausgedehnt, dass sie schon vor der Korallenbleiche von 2005 bestanden haben müssen. In den Gebieten kommen auch eine ungewöhnlich große Zahl an Schwämmen und eine vielfältige Fischfauna vor.